# Skórkobłonka biaława
Skórkobłonka biaława (Amylocorticium cebennense (Bourdot) Pouzar) – gatunek grzybów z rodziny Amylocorticiaceae.

## Systematyka i nazewnictwo
Pozycja w klasyfikacji według Index Fungorum: Amylocorticium, Amylocorticiaceae, Amylocorticiales, Agaricomycetidae, Agaricomycetes, Agaricomycotina, Basidiomycota, Fungi.
Po raz pierwszy opisał go w 1910 roku Hubert Bourdot, nadając mu nazwę Corticium cebennense. W 1974 r. Zdeněk Pouzar przeniósł go do rodzaju Amylocorticium. Nazwę polską w 2003 r. zaproponował Władysław Wojewoda.

## Morfologia
Grzyb kortycjoidalny o jednorocznym, rozpostartym, miękkim owocniku osiągającym grubość do 0,3 mm, dającym się oddzielić od podłoża. Powierzchnia hymenialna jednolicie gładka, promieniście popękana, biała, zmieniająca barwę po wyschnięciu lub zranieniu. Brzeg strzępiasty lub bardzo delikatnie włókienkowaty, biały. Pod działaniem KOH owocnik staje się przezroczysty, po wyschnięciu szarawy.
Subikulum luźne, o grubości do 150 µm, zbudowane ze szklistych strzępek o jednolitej średnicy 4-6 µm, ścianie twardej do nieco pogrubionej, przy każdej przegrodzie ze sprzążkami. Strzępki często rozgałęzione pod kątem prostym, zwykle, choć nie wyłącznie, na sprzążkach. Często występują międzyprzegrodowe fuzje strzępek. Subhymenium gęste o strzępkach szklistych, ściślej rozgałęzionych i węższych (ok. 2,5–4 µm średnicy), cienkościennych z przegrodami i sprzążkami na całej długości. Hymenium zwarte i jednorodne, wraz ze ściśle splecionym subhymenium osiągające grubość 40–60 µm. Cystyd brak. Podstawki wyraźnie sympodialne, maczugowate, o długości 20–30(–40) µm, szerokości 4–6 µm w kierunku wierzchołka, czasami z dwoma, ale zwykle czterema łukowatymi lub prostymi sterygmami o długości 3,5–6(-7) µm długości. Bazydiospory (4,5–)6–7,8(–8,5) × 1,5–2(–2,5) µm, hialinowe, cienkościenne, amyloidalne, wąskocylindryczne do niewyraźnie jajowatych w widoku z tyłu, w widoku z boku alantoidalne.

## Występowanie i siedlisko
Znane są stanowiska skórkobłonki białawej na wszystkich kontynentach poza Afryką i Antarktydą. W Polsce Władysław Wojewoda w 2003 r. przytoczył 2 stanowiska, w późniejszych latach podano następne. Znajduje się na Czerwonej liście roślin i grzybów Polski. Ma status E – gatunek wymierający, którego przeżycie jest mało prawdopodobne, jeśli nadal będą działać czynniki zagrożenia.
Nadrzewny grzyb saprotroficzny występujący na powalonym drewnie, głównie drzew iglastych, ale czasami także liściastych.